# Orthogonalisierungsverfahren
Mit Orthogonalisierungsverfahren bezeichnet man in der Mathematik Algorithmen, die aus einem System linear unabhängiger Vektoren ein Orthogonalsystem erzeugen, das den gleichen Untervektorraum aufspannt. 
Das bekannteste Verfahren dieser Art ist das Gram-Schmidtsche Orthogonalisierungsverfahren. Dieses kann man für beliebige Vektoren aus einem Prähilbertraum verwenden. Oftmals ist die Orthogonalisierung von Vektoren zwar namensgebend, aber nicht das eigentliche Ziel solcher Verfahren. So benutzt man in der Numerischen Mathematik Orthogonalisierungsverfahren wie die Householder-Transformation oder die Givens-Rotation hauptsächlich um eine QR-Zerlegung
{\displaystyle A=QR}
mit einer orthogonalen Matrix {\displaystyle Q} und einer Dreiecksmatrix {\displaystyle R} zu erzeugen. Die Spaltenvektoren der Matrix {\displaystyle Q} sind dann die orthogonalisierten Spaltenvektoren der Matrix {\displaystyle A}. Hauptsächlich erhält man aber eine stabile Methode zum Lösen linearer Gleichungssysteme.
Zur Rückführung eines verallgemeinerten Eigenwertproblems auf ein spezielles Eigenwertproblem kann man Symmetrische Orthogonalisierung sowie kanonische Orthogonalisierung verwenden.